# Янг, Саймон (мэр)
Саймон Янг (англ. Simon Young; род. 1965, Пикеринг, Норт-Йоркшир, Великобритания) — питкэрнский политик, родившийся в Великобритании. В настоящее время он является мэром островов Питкэрн. Он стал первым некоренным жителем островов, который занял эту должность. Ранее он занимал должность заместителя мэра островов с 2010 по 2013 год.

## Биография
Родился в 1965 году в Пикеринге, Великобритания.
Янг посетил острова Питкэрн в 1992 году и вернулся сюда в 1999 году, на постоянное жительство со своей женой американкой Ширли. Он стал первым человеком, который получил гражданство островов Питкэрн, при этом не имея никакого отношения к островам. До политики он был редактором местной островной газеты под названием The Pitcairn Miscellany. Он также был ответственным за охрану природы острова.

## Политическая карьера
В 2009 году Янг баллотировался на пост заместителя мэра, и был избран во втором туре голосования против Джея Уоррена с перевесом 21 голос против 19. Он стал первым некоренным жителем занявшим этот пост. В 2013 году он баллотировался на пост мэра. Но он проиграл в третьем туре голосования Шону Кристиану, но перед этим, Янг разделил между двумя другими кандидатами одинаковое количество голосов в первых двух турах голосования. После выборов в совете островов Питкэрн он был мировым судьем островов.
В 2022 году Янг баллотировался на пост мэра, и он выиграл эти выборы со счётом 19 голосов против 16. Он стал первым некоренным жителем острова, который занял эту должность.

## Военная служба
Во времена когда Янг ещё жил в Великобритании, он прослужил в Королевских ВВС десять лет.

## Семья
У него есть жена американка Ширли.